# Institut für Quantenoptik und Quanteninformation
Das Institut für Quantenoptik und Quanteninformation (IQOQI) ist eine Einrichtung der Österreichischen Akademie der Wissenschaften (ÖAW) und wurde im November 2003 gegründet. Das Institut mit Standorten in Innsbruck und Wien, jeweils mit ungefähr 80 Mitarbeitern, widmet sich der Grundlagenforschung, theoretisch wie experimentell, auf dem Gebiet der Quantenoptik und Quanteninformation.
Das Institut besteht aus einer Abteilung in Innsbruck mit sieben Arbeitsgruppen um die wissenschaftlichen Direktoren Rainer Blatt, Francesca Ferlaino, Rudolf Grimm, Gerhard Kirchmair, Hannes Pichler und Peter Zoller sowie einer Abteilung in Wien (IQOQI-Vienna) mit zehn Arbeitsgruppen um Markus Aspelmeyer (IQOQI-Viennass derzeitiger Direktor), Časlav Brukner, Amin Baumeler, Costantino Budroni, Miguel Navascués, Marcus Huber, Markus Müller, Yelena Guryanova, Rupert Ursin und Anton Zeilinger. Die Einrichtung wurde als unabhängiges Forschungsinstitut mit starken Verbindungen zu den Universitäten Innsbruck und Wien eingerichtet. Dadurch soll ein enger Austausch von Studierenden und Postdoktoranden angeregt und die Integration der Mitglieder des Akademie-Instituts in den Lehrbetrieb der Universitäten gewährleistet werden.
Arbeitsgruppen am IQOQI Innsbruck:
- Quantenoptik und Spektroskopie (Rainer Blatt): quantenoptische Experimente und Realisierung von Quantencomputern auf der Basis einzelner gespeicherter Ionen
- Dipolare Quantengase (Francesca Ferlaino): experimentelle Untersuchung dipolarer Quantenphänomene mit stark magnetischen Atomspezies
- Ultrakalte Atome und Quantengase (Rudolf Grimm): Experimente mit Bose-Einstein-Kondensaten und suprafluiden Fermigasen bei extrem niedrigen Temperaturen
- Supraleitende Quanten-Schaltkreise (Gerhard Kirchmair): supraleitende Schaltkreise in der Quanteninformationsverarbeitung und Quantensimulation
- Quantenoptik und Vielteilchenphysik (Hannes Pichler): theoretisches Beschreibung von Quanten-Vielkörpersystemen
- Quantenoptik und Quanteninformation (Peter Zoller): theoretische Konzepte für die Realisierung und Implementierung von Quantencomputern und Quantenprotokollen

Arbeitsgruppen am IQOQI Wien:
- Grenzen der Quantenphysik und der Gravitation (Markus Aspelmeyer): experimentelle Entwicklung von Systemen zur Quantensteuerung schwebender Systeme und zur Messung kleinster Gravitationskräfte[1]
- Grundlagen der Quantenphysik und Quanteninformationstheorie (Časlav Brukner): theoretische Untersuchung quantenphysikalischer Phänomene und ihrer Auswirkungen auf die Quanteninformationstheorie
- Grundlegende und theoretische Aspekte der Quanteninformation (Miguel Navascués): Charakterisierung von Quantenkorrelationen und Quanteninformation in Vielteilchensystemen
- Quanteninformationsverarbeitung und Quantenkommunikation (Rupert Ursin): experimentelle Entwicklung von Anwendungen der Quantenoptik in Quanteninformationsverarbeitung und Quantenkommunikation
- Quanteninformation und die Grundlagen der Physik (Anton Zeilinger): Experimente mit verschränkten Photonen und deren Anwendung für den Bereich der Quantenkommunikation
- Quantenthermodynamik, Quanteninformation und Quantenmetrologie, Theorie und Experimente (Marcus Huber)
- Quanteninformation und Grundlagen der Physik (Markus Müller)
- Young Independent Research Group (Yelena Guryanova)

Ehemalige Arbeitsgruppen:
- Quantennanophysik, Quantenoptik und Quanteninformation (Oriol Romero-Isart): theoretische Quantenoptik, Atomphysik, Nanophysik und Supraleitung (bis 2024 in Innsbruck)
- Quantum Information and Computation (Hans J. Briegel): models for quantum information processing and fundamental aspects of quantum information theory (bis 2014 in Innsbruck)